# Steuermesszahl (Gewerbesteuer)
Die Steuermesszahl ist ein Faktor zur Ermittlung der Gewerbesteuer in Deutschland.
Der nach Abzug des Freibetrages verbleibende Gewerbeertrag wird mit einer Steuermesszahl multipliziert und ergibt so die Bemessungsgrundlage für die Gewerbesteuer. Bis 2008 war die Steuermesszahl gestaffelt, ab 2009 beträgt sie einheitlich 3,5 %, vergleiche hierzu die Vorschrift des § 11 GewStG

## Aktuelle Regelung
Seit der Unternehmensteuerreform 2008 in Deutschland ist die Staffel, die bei Personengesellschaften und natürlichen Personen (Einzelunternehmer) angewendet wurde, abgeschafft. Die Gewerbesteuermesszahl sank von 5 % (bisher für Kapitalgesellschaften und die höchste Staffel der Personengesellschaften und natürliche Personen geltend) auf allgemein 3,5 %.

## Regelung vor 2008
Die Steuermesszahl war bis 2008 gestaffelt:
| bis 12.000 Euro Gewerbeertrag | 1 Prozent |
| bis 24.000 Euro               | 2 Prozent |
| bis 36.000 Euro               | 3 Prozent |
| bis 48.000 Euro               | 4 Prozent |
| über 48.000 Euro              | 5 Prozent |

Damit wurde erst ein Gewerbeertrag von 72.500 Euro mit einer Gewerbesteuermesszahl von 5 Prozent belastet. Diese Vergünstigung galt nur für Personengesellschaften und natürliche Personen (Einzelunternehmer). Kapitalgesellschaften wurden bereits ab dem ersten Euro mit 5 Prozent belastet.